# Fieseler Fi 156
Le Fieseler Fi 156 est un avion militaire de reconnaissance allemand de la Seconde Guerre mondiale, fabriqué par la Firme Fieseler et conçu en 1935. Il est surnommé Storch (cigogne en allemand) à cause de son train d'atterrissage haut sur pattes.
Équivalent du Piper L-4 Grasshopper ou du Stinson L-5 Sentinel américains, il excella dans ses missions d'observation, de transport de personnalités ou de matériel, d'évacuation sanitaire. De 1935 à 1945, la Luftwaffe a utilisé environ 2 900 Fieseler Fi 156, sur tous les fronts et pendant toute la durée de la guerre.

## Conception

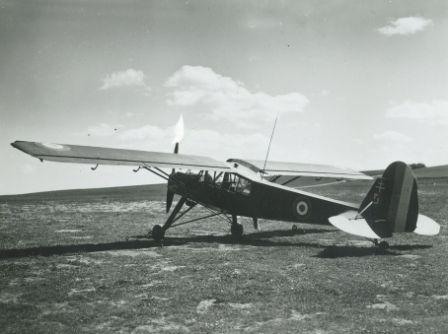
Un Storch utilisé par les forces françaises en Allemagne en 1950.

Le Fieseler 156 était un avion à décollage et atterrissage court (ADAC), ou « STOL » en anglais. Le projet démarra en 1935. Il se présentait sous la forme d’un monoplan à ailes hautes pourvu d’une structure mixte : tubes d’acier pour le fuselage, bois pour les plans de sustentation et les ailes. Le fuselage et les ailes avaient un revêtement en toile, les plans de sustentation un revêtement en bois. Le train principal se composait de deux longues jambes munies d’une suspension élevée, articulées de façon à absorber au maximum les impacts lorsque l’avion roulait à grande vitesse sur la terre ferme. Les ingénieurs avaient apporté un soin particulier à l’aérodynamisme des ailes, à la base de ses caractéristiques de vol exceptionnelles. Tout le bord de fuite des ailes était équipé d'ailerons de grande surface. Des volets à fentes (volets hypersustentateurs) se trouvaient aussi installés sur le bord d’attaque sur toute sa longueur. Cela permettait de le faire décoller et de le poser presque n'importe où. En effet, il n'avait besoin que de 65 m pour décoller et moins de 20 m lui suffisaient pour atterrir. La vitesse de décrochage était très basse, moins de 50 km/h, et la vitesse maximale de 170 km/h. Par vent contraire et en adoptant une assiette particulière, il pouvait rester pratiquement immobile dans les airs,. Grâce à ces caractéristiques exceptionnelles, qui en firent l’archétype de tous les avions à décollage et atterrissage court modernes, le Fieseler 156 constitua une machine de première importance pour l’aviation allemande.
Sa large surface vitrée en faisait un excellent avion de reconnaissance. Une mitrailleuse MG 15 de 7,92 mm était parfois installée à l'arrière.

## Variantes
Durant l'occupation de la France, la société Morane-Saulnier construisit le Storch sous licence à partir de 1942 en trois versions, qui différaient surtout par les moteurs :
- MS.500 surnommé « Criquet », à moteur Argus As 10 C-3 produit en France sous le nom de Argus 410 C ;
- MS.501 à moteur Renault 6Q ;
- MS.502 à moteur Salmson 9ABb de 240 ch[4].

Après la guerre, Morane-Saulnier a développé une version spécifique pour la Marine nationale française, le MS.505 à moteur en étoile Jacobs R-755 de 305 ch.

## Engagements

### Usages notables du Fieseler Fi 156 lors de la Seconde Guerre mondiale
- Le 10 mai 1940, cent Fieseler Storch furent utilisés comme moyen de transport de combattants pour déposer des troupes dans les Ardennes, à raison de deux soldats par avion, suivant un plan dénommé NiWi, des noms des localités de Nime et de Witry choisies par l'état-major allemand pour y semer le trouble à l'arrière du front belge. Mais les escadrilles durent se dérouter pour éviter des tirs belges venus du sol, ce qui amena des atterrissages improvisés en dehors des zones repérées. Certains avions même capotèrent et prirent feu en se posant sur un terrain inapproprié. Les rescapés de cette première vague entreprirent néanmoins d'exécuter leur mission en coupant des lignes téléphoniques avant d'être mis en fuite par des chars belges disposés en deuxième échelon derrière le front de haute Ardennes. Finalement, le regroupement allemand eut lieu, mais l'effet de surprise était perdu et les chasseurs ardennais qui résistaient à Bodange, Martelange et Chabrehez purent retraiter vers la Meuse en suivant le mouvement général des troupes franco belges.

- C'est avec un appareil de ce type (l'avion personnel du général de parachutiste Kurt Student, qui dirigeait l'opération) qu'Otto Skorzeny fit évader l'ex-dictateur italien Mussolini d'un minuscule plateau situé à 2 116 mètres d'altitude dans le massif du Gran Sasso en 1943, lors de l'opération Eiche. En la circonstance, les capacités de décollage court du Storch furent testées au-delà de la limite raisonnable : le terrain devant l'hôtel Campo Imperatore (une piste de ski) était très court, pentu et pierreux (une corvée de soldats allemands et italiens le déblaya sommairement) et débouchait sur un précipice. Qui plus est, Otto Skorzeny, taillé en colosse, qui disait répondre sur sa vie du sort de Mussolini, tint absolument à embarquer en 3e passager dans cet appareil biplace, au grand dam du pilote, le lieutenant Gerlach. Le décollage faillit tourner à la catastrophe quand l'appareil, d'abord retenu au point fixe par une escouade de soldats, s'élança et plongea dans le précipice, non sans avoir arraché une roue du train d'atterrissage sur un rocher. Après un piqué vertigineux, Gerlach parvint à effectuer une ressource à quelques mètres du fond de la vallée, puis à atterrir à Avezzano malgré l'avarie du train. Otto Skorzeny ne manqua pas de s'attribuer le mérite de l'opération et fut décoré par Hitler[2].

- Le général Julius von Bernuth s'écrasa à bord de cet appareil en juillet 1942.

- Le général SS Theodor Eicke est également mort dans cet appareil le 26 février 1943.

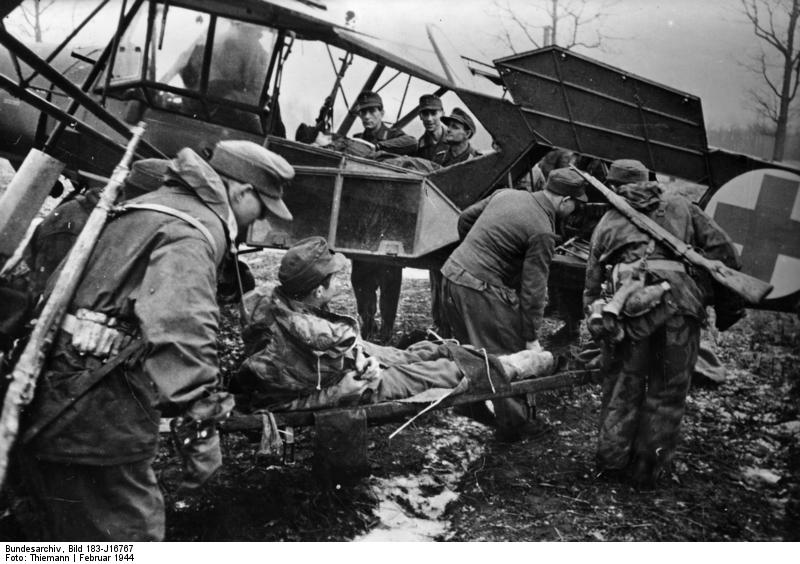
Soldats allemands blessés évacués par un Fi 156 dans la zone sud des marais du Pripiat en 1944.

- Winston Churchill survole les plages du débarquement en Normandie dans un Fi-156 Storch piloté par Harry Broadhurst le 22 juin 1944 au départ du terrain alg B3. Broadhurst a ramené le Storch de sa campagne d'Afrique du Nord. Dirigeant la 2d TAF, il utilise cet avion pour rendre visite aux unités sous son commandement. Il aura un accident avec un Storch en 1945 à Evere-Bruxelles, un problème de moteur l'obligeant à se poser sur le toit d'un hangar précédemment incendié. Le toit ne résistera pas mais Broadhurst s'en tirera sans aucune blessure.

- Le Generaloberst Robert Ritter von Greim, blessé aux commandes d'un Storch le 26 avril 1945 par la DCA soviétique, dut son salut à sa passagère, le pilote d'essai Hanna Reitsch. Celle-ci prit les commandes par-dessus les épaules du blessé et posa l'appareil près de la porte de Brandebourg à Berlin[6].

### Perception au sein de la Wehrmacht
Une plaisanterie courante à l'époque disait de cet avion, parfois appelé « mouchard » ou « machine à coudre » par les troupes et les maquisards au sol, qu'il était un appareil très sûr pour son équipage tout en étant « l'avion qui avait le plus de morts sur la conscience », en raison de son rôle très efficace d'avion d'observation[réf. souhaitée].

### Guerre d'Indochine (1945-1954)
Pendant la guerre d'Indochine, au sein des Escadrilles de Liaison Aérienne, le MS.500 surnommé « Criquet » est utilisé pour la reconnaissance aérienne et les liaisons air-terre. Le service de santé, de 1948 à 1950, emploie 36 Morane 500 pour ses évacuations sanitaires (44 % des évacuations).

## Suisse
Les troupes d'aviation suisses ont utilisés cinq Fieseler Storch. 
L'avion immatriculé A-96 est réquisitionné en 1940, rendu à son propriétaire en 1945, racheté au même propriétaire en 1950, réformé en 1963 et remis à un musée allemand à Munich. 
Le A-97 est interné à la suite d'un atterrissage à Samedan le 19 mars 1943, acheté à l'Allemagne en 1944, réformé en 1963 et remis au Musée suisse des transports de Lucerne en 1965.
Le A-98 est interné à la suite d'un atterrissage à Samedan le 19 mars 1943, acheté à l'Allemagne en 1944 il est détruit en 1948 à la suite d'un crash en montagne.
Le A-99 est acheté neuf à Morane-Saulnier en 1948. En 1962 il est testé jusqu'à rupture après constatation d'un mauvais vieillissement des collages.
Le A-100 se pose à Coire le 8 mai 1945 en provenance de Hongrie. Il est acheté à l'Allemagne . Il est réformé en 1963.
Les A-97 et A-100 sont utilisés le 22 novembre 1948 pour secourir les passagers et l'équipage d'un Douglas C-47 Skytrain posé involontairement sur le glacier du Gauli à 3200 mètres d'altitude en pleine tempête de neige quatre jours auparavant.